# プレーリー・ウィンド
『プレーリー・ウィンド』（Prairie Wind）は、カナダ／アメリカのミュージシャン、ニール・ヤングの28枚目のスタジオ・アルバムで、2005年9月27日にリリースされた。

## 概要
1960年代のソウル・ミュージックに根ざしたアルバム『アー・ユー・パッショネイト?』やミュージカル小説『グリーン・デイル』を経て、『プレーリー・ウインド』では、商業的に成功した初期のアルバム『ハーヴェスト』や『ハーヴェスト・ムーン』を彷彿とさせるアコースティック・ベースのサウンドを聴かせる。アルバム制作中、動脈瘤の治療を受けていたヤングは、このアルバムの曲で自身の死について考えている。また、このアルバムが完成した数週間後に他界した、彼の父親であるカナダのスポーツライターで小説家のスコット・ヤングの長期にわたる闘病生活にもインスパイアされている。このアルバムは、長男のヤングに捧げられている。

## 評価
| 専門評論家によるレビュー | 専門評論家によるレビュー |
| レビュー・スコア         | レビュー・スコア         |
| 出典                     | 評価                     |
| ------------------------ | ------------------------ |
| AllMusic                 | [ 1 ]                    |
| Music Box                | [ 2 ]                    |
| Robert Christgau         | A−                       |
| Music OMH                | [ 4 ]                    |
| Pitchfork Media          | (5.8/10)                 |
| Rolling Stone            | [ 6 ]                    |
| Q                        | [ 7 ]                    |

このレコードは、ミシシッピ・ジョン・ハートの『Last Sessions』（1972年）、ボブ・ディランの『Time Out of Mind』（1997年）、ウォーレン・ジヴォンの『The Wind』（2003年）、ジョニー・キャッシュの『American VI: Ain't No Grave』（2010年）と並んで、ロバート・クリストガウによって「死を目前にしたアルバムのひとつ」と評価された。

## トラックリスト
全作詞・作曲:ニール・ヤング
| #   | タイトル                                  | 作詞 | 作曲・編曲 | 時間  |
| --- | ----------------------------------------- | ---- | ---------- | ----- |
| 1.  | 「The Painter」                           |      |            | 4:36  |
| 2.  | 「No Wonder」                             |      |            | 5:45  |
| 3.  | 「Falling Off the Face of the Earth」     |      |            | 3:35  |
| 4.  | 「Far From Home」                         |      |            | 3:47  |
| 5.  | 「It's a Dream」                          |      |            | 6:31  |
| 6.  | 「Prairie Wind」                          |      |            | 7:34  |
| 7.  | 「Here for You」                          |      |            | 4:32  |
| 8.  | 「This Old Guitar」                       |      |            | 5:32  |
| 9.  | 「He Was the King」                       |      |            | 6:08  |
| 10. | 「When God Made Me」                      |      |            | 4:05  |
| 11. | 「An Interview with Neil Young」(LP only) |      |            | 19:06 |

## 参加ミュージシャン
- ニール・ヤング - アコースティック・ギター、エレクトリック・ギター、ハーモニカ、ピアノ、ヴォーカル
- ベン・キース - ドブロ、ペダル・スティール、スライド・ギター
- スプーナー・オールダム - ピアノ、ハモンドB3オルガン、ウーリッツァー・エレクトリック・ピアノ
- リック・ローザス - ベース
- カール・ヒンメル - ドラム、パーカッション
- チャド・クロムウェル - ドラム、パーカッション
- グラント・ボートライト - アコースティック・ギター（5）、バッキング・ヴォーカル（1）
- クリントン・グレゴリー - フィドル（2）
- ウェイン・ジャクソン - ホーン（4、 6, 9）
- トーマス・マッギンレー - ホーン（4, 6, 9）
- エミルー・ハリス -スペシャル・ゲスト・ヴォーカル（2, 4, 8）
- ペギ・ヤング - バッキング・ヴォーカル（2-4, 6-7, 9）
- ダイアナ・デューイット - バッキング・ヴォーカル（2-4, 6-7、 9)
- アンソニー・クロフォード（バッキング・ヴォーカル）(1, 2, 6)
- ゲイリー・ピッグ（バッキング・ヴォーカル）(2, 9)
- カーティス・ライト（バッキング・ヴォーカル）(2)
- チャック・コクラン（ストリングス・アレンジャー）
- フィスク大学ジュビリー・クワイア（ポール・クワミ指揮）

制作スタッフ
- ゲイリー・バーデン、ジェニス・ヘオ - アートディレクション、デザイン
- L.A.ジョンソン - 撮影
- ラリー・クラッグ - 撮影
- エリオット・ロバーツ - ディレクション
- チャド・ヘイリー、ロブ・クラーク - 録音、ミキシング
- ティム・マリガン - マスタリング

DVDプロダクション
- L.A.ジョンソン - 撮影監督
- エリオット・ロビノヴィッツ - 製作総指揮
- トシ・オオヌキ（大貫敏之） - 編集
- リッチ・ウィンター - オーサリング